# 48 Persei
48 Persei, som är stjärnans Flamsteed-beteckning, är en ensam stjärna belägen i den norra delen av stjärnbilden, Perseus som också har Bayer-beteckningen c Persei och variabelbeteckningen MX Persei. Den har en skenbar magnitud på ca 4,03 och är synlig för blotta ögat där ljusföroreningar ej förekommer. Baserat på parallaxmätning inom Hipparcosuppdraget på ca 6,8 mas, beräknas den befinna sig på ett avstånd på ca 480 ljusår (ca 146 parsek) från solen. Den rör sig bort från solen med en heliocentrisk radialhastighet av ca 7,5 km/s.

## Egenskaper
48 Persei är en blå till vit stjärna i huvudserien av spektralklass B3 Ve, och är en Be-stjärna. Den har en massa som är ca 7,5 solmassor, en radie som är ca 7,6 solradier och utsänder ca 600 gånger mera energi än solen från dess fotosfär vid en effektiv temperatur på ca 17 500 K. Stjärnan roterar så snabbt att den bildar en omgivande instabil ekvatoriell stoftskiva.
48 Persei är en eruptiv variabel av Gamma Cassiopeiae-typ (GCAS), som har visuell magnitud +4,03 och varierar i amplitud 0,09 magnituder med en period av ungefär 72 dygn. Den är ungefär den 500:e ljusaste av de synliga stjärnorna och är "välkänd för dess komplexa spektrum och för dess ljus- och hastighetsvariationer". Med en uppskattad ålder av 40 miljoner år är den mycket yngre än solen. Om ytterligare några miljoner år kommer den sannolikt att upphöra med fusion av väte och expandera och bli ljusare när det blir en röd jätte.